# Фандей
Фанде́й (фр. Fendeille) — коммуна во Франции, находится в регионе Лангедок — Руссильон. Департамент коммуны — Од. Входит в состав кантона Южный Кастельнодари. Округ коммуны — Каркасон.
Код INSEE коммуны — 11138.

## Население
Население коммуны на 2008 год составляло 555 человек.
| 1962 | 1968 | 1975 | 1982 | 1990 | 1999 | 2008 |
| ---- | ---- | ---- | ---- | ---- | ---- | ---- |
| 238  | 227  | 247  | 289  | 356  | 418  | 555  |

## Экономика
В 2007 году среди 355 человек в трудоспособном возрасте (15—64 лет) 282 были экономически активными, 73 — неактивными (показатель активности — 79,4 %, в 1999 году было 73,2 %). Из 282 активных работали 255 человек (151 мужчина и 104 женщины), безработных было 27 (7 мужчин и 20 женщин). Среди 73 неактивных 13 человек были учениками или студентами, 26 — пенсионерами, 34 были неактивными по другим причинам.

## Достопримечательности
- Церковь Сен-Мартен XIV века
- Замок Фандей
- Башня